# Gare de Montendre
La gare de Montendre est une gare ferroviaire française située sur le territoire de la commune de Montendre, dans le sud du département de la Charente-Maritime, en région Nouvelle-Aquitaine.

## Situation ferroviaire
La gare de Montendre est située au point kilométrique (PK) 555,894 de la ligne de Chartres à Bordeaux-Saint-Jean, entre la gare nouvellement fermée de Fontaines-d'Ozillac et celle ouverte de Bussac. Elle est séparée de la gare de Fontaine-d’Ozillac par la gare aujourd'hui fermée de Tugéras - Chartuzac.

## Histoire
Montendre a été raccordée au réseau de la compagnie des Charentes le 6 novembre 1871, c'est-à-dire à la fin des hostilités franco-prussiennes de 1870/1871 et de la chute du Second Empire. Cette date correspond à la fois au jour de la mise en exploitation de la ligne Jonzac - Montendre et à l'ouverture de la gare ferroviaire de Montendre.

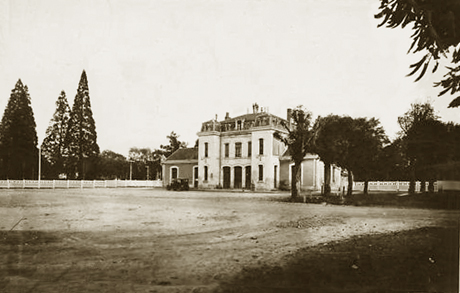
La gare de Montendre vers 1900.

À partir du bourg de Montendre, la voie ferrée n'a été prolongée en direction de Bordeaux que trois années plus tard. Elle était raccordée à Coutras, dans le département voisin de la Gironde, centre ferroviaire qui assurait la correspondance avec la ligne du Paris-Orléans pour pouvoir rallier Bordeaux dès l'année 1874.

## Fréquentation
De 2015 à 2023, selon les estimations de la SNCF, la fréquentation annuelle de la gare s'élève aux nombres indiqués dans le tableau ci-dessous.
| Année     | 2015   | 2016   | 2017   | 2018   | 2019   | 2020   | 2021   | 2022   | 2023   |
| --------- | ------ | ------ | ------ | ------ | ------ | ------ | ------ | ------ | ------ |
| Voyageurs | 35 834 | 30 199 | 38 497 | 39 578 | 45 974 | 23 555 | 37 979 | 52 560 | 52 560 |

## Service des voyageurs

### Accueil
Le bâtiment de la gare de Montendre a fière allure, son style architectural diffère singulièrement des autres gares de la Compagnie des Charentes qui sont habituellement des constructions sans caractère et d'allure modeste. De forme carrée, le pavillon central à un étage est coiffé d'un toit en ardoise avec lucarnes et est accolé de chaque côté de deux petites halles à rez-de-chaussée. C'est certainement l'une des gares les plus intéressantes sur le plan architectural.
Pour l’achat de titres de transport, une borne TER permet l’achat de billets et la recharge de la carte Modalis.

### Desserte
La gare de Montendre est desservie par des trains du réseau TER Nouvelle-Aquitaine.